# Kristoffer Hindhammar
Kristoffer Hindhammar, född 25 september 1983 i Lidköping, Västra Götalands län, är en svensk programledare och TV-producent verksam i Stockholm. 
Kristoffer Hindhammar har lett flera program på Aftonbladet TV, bland annat Viral-TV, talkshowen Hej Världen och panelprogrammet Oj, vilken vecka!
2012 var Kristoffer Hindhammar programledare för RockbjörnenLive-galan på Gröna Lunds stora scen tillsammans med Sanna Bråding. 
Kristoffer Hindhammar är utbildad i TV och journalistik i Kalmar och har studerat teater vid Calle Flygare Teaterskola.